# 사랑을 위하여 (1992년 드라마)
《사랑을 위하여》는 1992년 10월 17일부터 1993년 4월 25일까지 방영된 한국방송공사 주말연속극이며 《여자의 시간》 《숲속의 바람》과 마찬가지로 여주인공 섭외 문제 때문에 어려움을 겪었는데 김희애가 여주인공 물망에 올랐으나 스케줄 문제 탓인지 고사했다.

## 기획 의도
남편이 데려온 딸과 본처 그리고 이복 자매 간의 사랑과 갈등에 초점을 맞춘 드라마

## 등장 인물
- 옥소리 : 이수완 역 - 여주인공, 지순한 여인상, 의대 졸업, 의사
- 강석우 : 서윤재 역 - 수완의 연인, 건축설계사
- 송영창 : 정도엽 역 - 사무관, 수완에게 호감을 가졌으나 수정과 결혼
- 강문영 : 이수정 역 - 수완의 이복 언니, 음대 성악과 출신
- 한진희 : 장인범 역 - 수완의 의대교수
- 송채환 : 채연 역 - 윤재의 옛 연인
- 반효정 : 송영실 역 - 수완의 양어머니
- 김진해 : 서민호 역 - 윤재의 아버지
- 김소원 : 최 여사 역 - 윤재의 어머니
- 김영애 : 진봉선 역 - 수완 생모, 화류계 출신
- 홍성민 : 이병준 역 - 수완의 양아버지
- 선우용녀 : 강 여사 역
- 정한용 : 이수영 역 - 수완의 이복오빠
- 최유라 : 미혜 역 - 수영의 아내
- 김청 : 성희 역 - 인범의 아내
- 김성일 : 태건 역 - 인범의 후배 의사, 성희를 좋아함
- 최은숙 : 미혜의 어머니
- 강태기 : 백창현 역 - 채연의 전 남편
- 김민정 : 장유미 역 - 인범과 성희의 딸
- 김선우 : 장지훈 역 - 인범과 성희의 아들
- 천수현 : 고영애 역 - 수완의 의대 친구
- 최성준 : 박재민 역 - 수완의 의대 친구, 산부인과 의사
- 남일우 : 수완이 근무하는 영월 의원 원장 역
- 김해숙 : 윤재의 고모 역 - 윤희의 생모
- 한경선 : 수정의 친구 역 - 성우
- 우희진 : 서윤희 역 - 윤재의 동생
- 김창봉
- 최용욱
- 서정기
- 정순례
- 유영휘
- 배도환
- 남화용(특별출연)
- 노현희 : 순창집 사장 역(37~38회)

## 참고 사항
- 자매(수완, 수정)가 한 남자(도엽)와 삼각관계를 형성하고 출생의 비밀이 등장하는 등 멜로 드라마의 통속적인 공식이 식상함을 안겨줬으며, 급기야 사랑을 나누는 커플이 친남매로 밝혀지는 등 막장 코드까지 등장하여[5] 동시간대 MBC <아들과 딸>에 밀려 고전을 면치 못했다.
- 이복 언니가 동생의 애인을 가로채 저돌적으로 애정을 추구하고 결국에는 결혼에 이르는 내용을 전개하여 방송위원회로부터 '주의' 조치를 받았다.[6]
- 담당 PD 정을영의 첫 주말극이자 영화배우 옥소리의 첫 드라마 출연작[7] 이었다.
- 이금림 작가가 어느 절에 갔다가 만난 사람의 이야기를 듣고, 그 이야기를 토대로 만든 드라마라고 라디오에서 말함.
- 옥소리 (이수완 역)은 같은 채널 《여자의 시간》김선주 역(곽근아 분) 물망에[8] 한때 거론됐다.
- Wavve에서 2024년 12월부터 전회차 다시보기 서비스를 시작하였다.